# Jenni Jaakkola
Jenni Jaakkola (Kiiminki, 20 febbraio 1999) è una cantante finlandese.

## Biografia
Jenni Jaakkola è salita alla ribalta con la sua partecipazione al talent show canoro KIDSing. Nella finale del 25 maggio 2013 è stata scelta dal televoto come vincitrice, che le ha permesso di ottenere un contratto con l'etichetta discografica Hyökyaalto Records, facente parte della famiglia della Warner Music Finland. Quella stessa estate è andata in tournée con Antti Tuisku.
Il 6 settembre 2013 è uscito il suo singolo di debutto, Tämä on unta, contenuto nell'album Siipeni mun, pubblicato l'11 ottobre successivo. Il disco ha debuttato alla 13ª posizione nella classifica finlandese.

## Discografia

### Album
- 2013 - Siipeni mun

### Singoli
- 2013 - Tämä on unta
- 2013 - Minä ja siipeni mun
- 2016 - Roihu